# (7376) Jefftaylor
(7376) Jefftaylor est un astéroïde de la ceinture principale.

## Description
(7376) Jefftaylor est un astéroïde de la ceinture principale. Il fut découvert le 31 octobre 1980 à l'observatoire Palomar par Schelte J. Bus. Il présente une orbite caractérisée par un demi-grand axe de 2,44 UA, une excentricité de 0,18 et une inclinaison de 2,0° par rapport à l'écliptique.

## Compléments